# راشيل برايس
راشيل برايس (بالإنجليزية: Rachel Brice)‏ هي راقصة شرقية أمريكية ولدت في سنة 1972 في مدينة سياتل، واشنطن في الولايات المتحدة، وحالياً تتواجد في مدينة بورتلاند وتعمل معلمة رقص في شركة إنديجو للرقص الشرقي وظهرت ككومبارس في عدة أفلام.